# Wirtschaft Äthiopiens
Die Wirtschaft Äthiopiens ist bislang landwirtschaftlich geprägt und ihr wichtigstes Exportgut ist zurzeit Kaffee.
Das Land ist mit einem Pro-Kopf-Einkommen von etwa 542 US-Dollar (2013) eines der ärmsten der Welt; hingegen liegt der Durchschnittswert für Afrika südlich der Sahara bei über 600 US-Dollar. Etwa ein Viertel hat ein Einkommen von weniger als einem US-Dollar am Tag, vier Fünftel haben weniger als zwei US-Dollar täglich zur Verfügung. Etwa die Hälfte der Bevölkerung (44–50 %) lebt unterhalb der Armutsgrenze.
Nach der Revolution von 1974 wurde eine sozialistische Zentralverwaltungswirtschaft eingeführt. Eine umfassende Staatskontrolle wurde aufgebaut und ein großer Teil der Wirtschaft wurde in die öffentliche Hand transferiert. Seit Mitte 1991 entwickelt sie sich wieder zu einem dezentralen, mehr marktwirtschaftlich geprägten System.
Äthiopien wies im Jahr 2015 mit 10,2 % das höchste Wirtschaftswachstum der Welt auf. Gleichzeitig war es in diesem Jahr das einzige Land, das ein zweistelliges Wirtschaftswachstum vorweisen konnte.
Im Index für wirtschaftliche Freiheit belegte das Land 2017 Platz 142 von 180 Ländern.

## Allgemeine Betrachtungen
Für afrikanische Verhältnisse ist Äthiopien ein potentiell reiches Land, ausgestattet mit fruchtbarem Boden und in weiten Gebieten mit ausreichend Regenfall. Die Landwirte bauen eine Reihe verschiedener Getreidesorten an. An den Südhängen kann Kaffee gut gedeihen. Hirten können ihr Vieh, Schafe und Ziegen, in großen Teilen des Landes weiden lassen. Zudem verfügt es über verschiedene wertvolle mineralische Rohstoffe, darunter Gold und Platin.

### Rahmenbedingungen
Die größte Gewerkschaft des Landes ist die eine Einheitsgewerkschaft, die Konföderation Äthiopischer Gewerkschaften.

## Wirtschaftsgeschichte
Nachdem Griechen, Armenier und Araber die Tür ins Land aufgestoßen hatten, übernahmen diese die Schnittstelle zwischen dem Land und dem Rest der Welt. Die Araber siedelten auch innerhalb der Landesgrenzen und dominierten letztendlich die geschäftlichen Aktivitäten. Die Italiener, die Äthiopien seit den 1930er Jahren besetzten, hinterließen bei ihrem Rückzug eine Wirtschaftsstruktur, die sich kaum von der Struktur in den Jahrhunderten zuvor unterschied. Auch in den beiden nächsten Dekaden tat sich diesbezüglich wenig. Die Regierung konzentrierte sich lediglich auf den Ausbau des Behördenapparates und der Nebendienstleistungen, bis Anfang der 1950er Jahre Kaiser Haile Selassie I. die Forderungen nach einem Wandel von einer Subsistenzwirtschaft hin zu einer agro-industriellen Wirtschaft aufgriff. Im Fiskaljahr 1954/55 richtete die Regierung den Nationalen Wirtschaftsrat ein, um ihre Entwicklungspläne koordinieren zu können. Anfang der 1970er Jahre konnte die Wirtschaft ein gewisses Wachstum verzeichnen und zudem wurde begonnen, die Wirtschaft mit Branchen wie der verarbeitenden Industrie und Dienstleistungen zu diversifizieren. Diese Änderungen konnten das Leben der meisten Äthiopier jedoch nicht verbessern.

## Wirtschaftssektoren
Den wichtigsten Wirtschaftszweig stellt die Landwirtschaft dar. Rund 43,6 % (2003/04; 40,1 % im Jahr 2005) des Bruttoinlandsprodukts und vier Fünftel des Exports steuert diese bei. Hinzu kommt die Bedeutung für den Arbeitsmarkt, denn vier Fünftel der Äthiopier sind in der Landwirtschaft beschäftigt. Des Weiteren tragen 1,6 % die Sektoren Wasser und Energie und 0,6 % der Bergbau bei. Der Industriesektor steuerte im gleichen Zeitraum 9,6 % zum BIP bei. Den größten Anteil hält der Dienstleistungssektor mit 47,2 % (2005) der Wertschöpfung. Äthiopien ist damit und mit dem geringen Pro-Kopf-Einkommen eines der am wenigsten entwickelten Entwicklungsländer, ein sogenanntes Least Developed Country.

### Landwirtschaft
Das wichtigste Agrarprodukt ist der Kaffee, welcher mit 65–75 % zu den Deviseneinnahmen beiträgt.

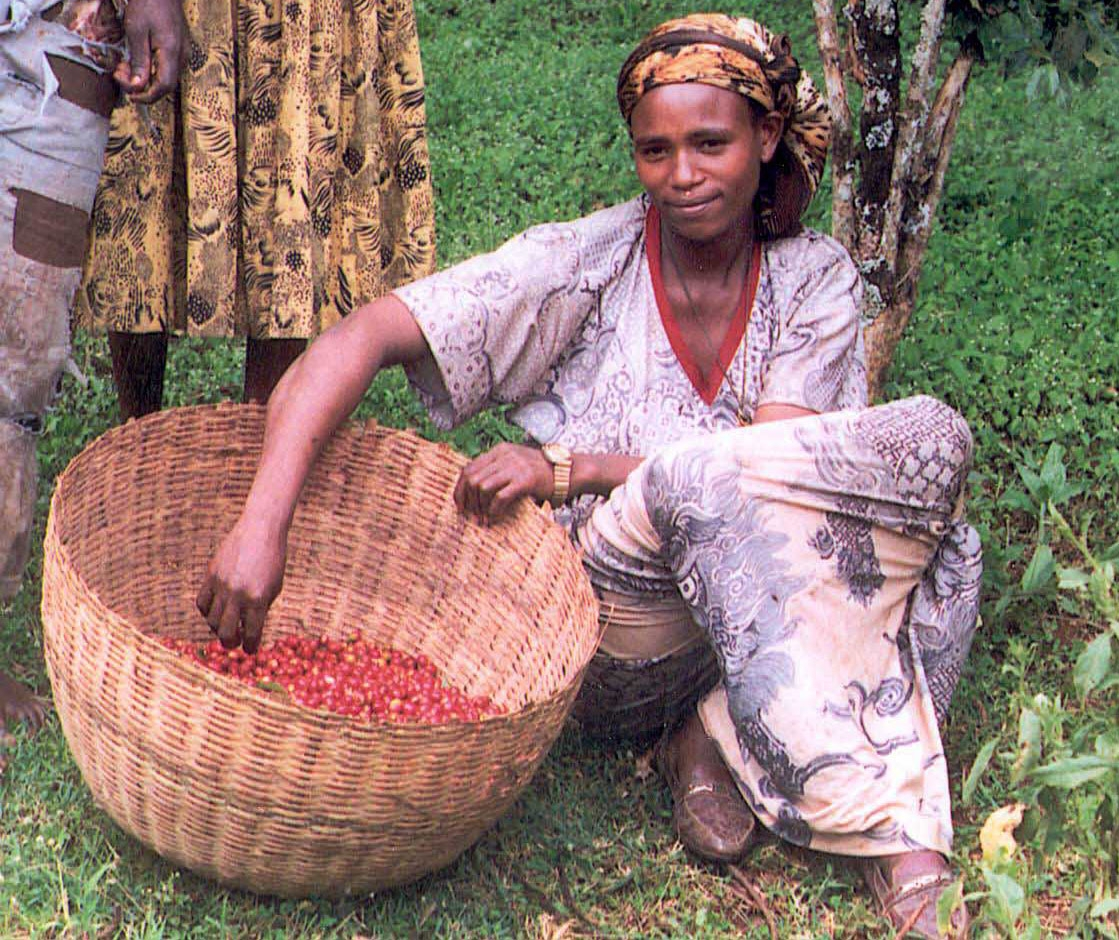
Das wirtschaftliche Rückgrat des Landes: Kaffeeernte in Äthiopien

Vom Kaffee hängt die Wirtschaft des Landes massiv ab, so wurden 1999 allein 267 Millionen US-Dollar durch den Export von 105.000 Tonnen der Bohne eingenommen. Schätzungen zufolge liegt der Beitrag des Kaffees zum BIP bei etwa 10 %. Der im Jahr 2005 von Äthiopien beantragte Markenschutz für die drei Anbauregionen Yirgacheffe, Harrar und Sidamo konnte nach einem Rechtsstreit mit der Kaffeehauskette Starbucks im Jahre 2007 per Vergleich beigelegt werden, nachdem Starbucks mit der Sorte Shirkina Sun-Dried Sidamo außerordentliche Profite erzielt hatte, ohne die Produzenten daran zu beteiligen.
Weitere agrarische Exportgüter sind lebende Tiere, Felle, Hülsenfrüchte, die leichte Droge Khat und Ölsaaten.
Der Agrarsektor ist einer Reihe von Problemen ausgesetzt. Dazu gehören periodische Dürren, Erosion durch Überweidung, Entwaldung, die hohe Bevölkerungsdichte, hohe Steuersätze auf agrarische Erzeugnisse und eine schlechte Infrastruktur, welche den Marktzugang erschwert. Bisher ist die Landwirtschaft die aussichtsreichste Ressource zur Entwicklung des Landes. Das Potenzial einer Selbstversorgung mit Getreide und eines Ausbaus des Exports an Vieh, Getreide, Gemüse und Obst besteht. Es sind rund 4,6 Millionen Menschen auf Lebensmittellieferungen aus dem Ausland angewiesen.

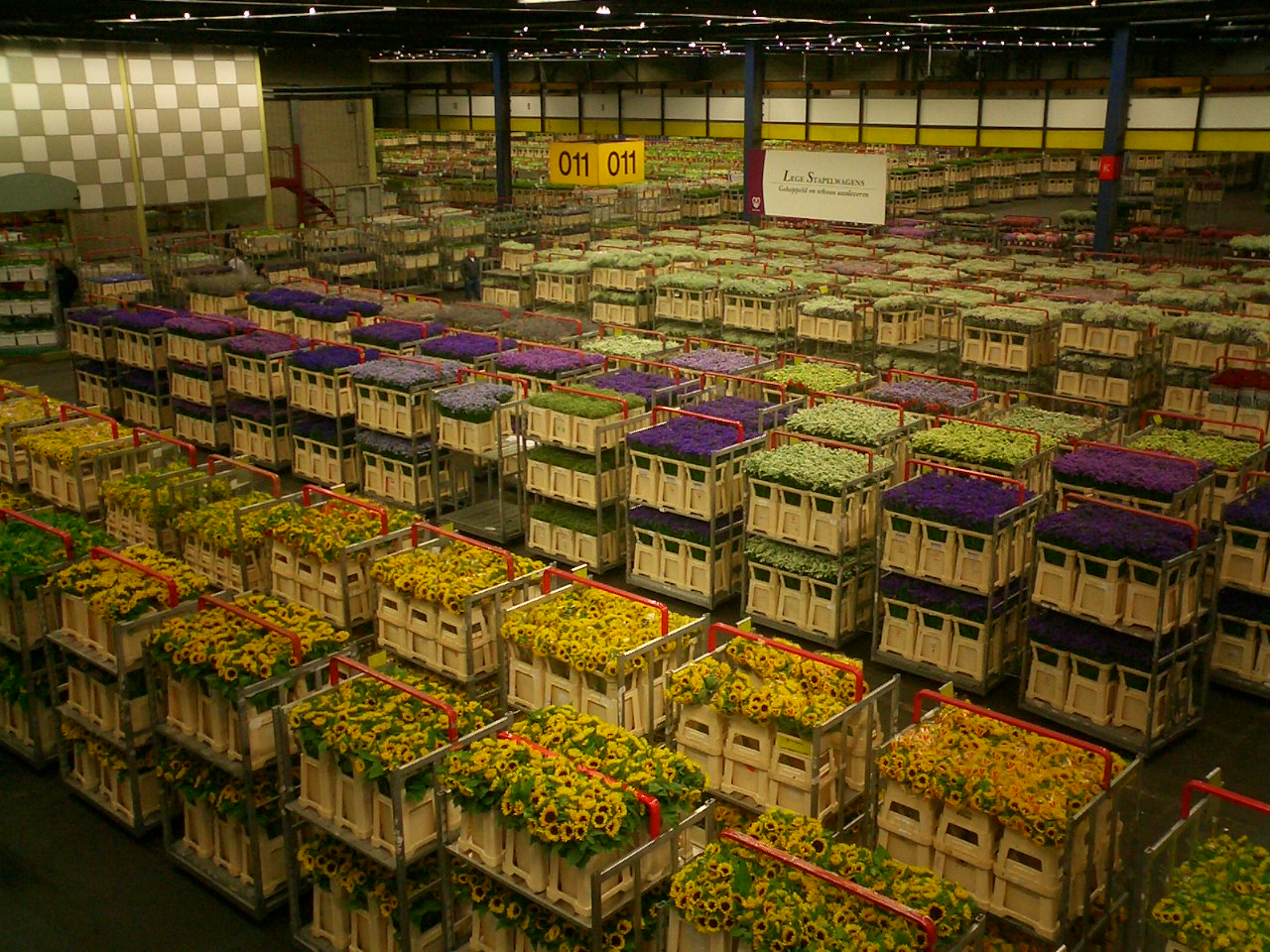
Blumenmarkt in den Niederlanden

Ein besonders dynamischer Agrar-Bereich stellt die Produktion von Schnittblumen und Jungpflanzen dar. Für 2005 sollten Schätzungen zufolge 32 Firmen (2001: drei Firmen) einen Exporterlös von 20 Millionen US-Dollar erreicht haben. Unter den Firmen befanden sich 15 ausländische Investoren, zu denen auch drei deutsche gehörten, die bereits erste Erfolge einfahren konnten. Der kritische Faktor für die weitere Entwicklung bleibt die Transportkapazität, welche durch die Fluglinien nicht im benötigten Umfang vergrößert werden konnte, obwohl beispielsweise die Ethiopian Airlines ihre Frachtflugzeug-Flotte mittels Leasing erweitert hatte.

### Bergbau und Energie

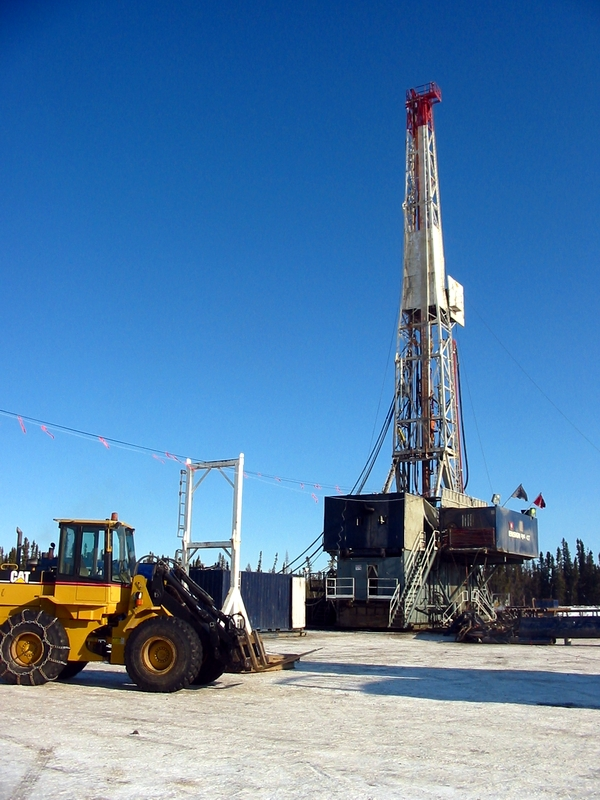
Typische Bohrvorrichtung für Erdölprospektionen

Das Land verfügt über keine bedeutenden Rohstoffvorkommen. Die vorhandenen Rohstofflager werden auch nur in begrenztem Umfang ausgebeutet. So werden Gold, Kalkstein und kleinere Mengen an Tantal abgebaut. Davon ist Gold der bedeutendste Rohstoff, von ihm werden jährlich rund vier Tonnen gefördert. Dies geschieht durch den MIDROC-Konzern des saudisch-äthiopischen Großinvestors Mohammed Hussein Al Amoudi, der 1997 die ehemals staatliche Goldproduktion für 175 Millionen US-Dollar übernommen hatte. Der MIDROC-Konzern beutet auch die Salzvorkommen aus.
Andere nachgewiesene Vorkommen, die sich kommerziell ausbeuten ließen, sind Kaliumcarbonat, Erdgas, Phosphor, Platin, Eisenerz und Erdöl. Die gesicherten Erdöl-Reserven werden für Januar 2002 mit 214.000 Barrel angegeben. In Gambela, einer Region im Westen des Landes, führt das malaysische Unternehmen Petronas Erdölexplorationen durch. Diese standen angeblich kurz vor der Nutzung, waren aber durch die dortige politische Instabilität gefährdet. Das britisch-sudanesische Joint-Venture White Nile erwarb im Juli 2005 Explorationsrechte im selben Gebiet. Petronas erwarb darüber hinaus auch die Nutzungsrechte über vier Jahre (mit Verlängerungsrecht) für die südöstliche Somaliregion. Die National Mining Corporation (NMC) von Scheich Al-Ahmoudi prospektierte im Awash-Becken der Region Afar nach Öl. Seine National Oil Corporation (NOC) hingegen baute seit März 2004 ein umfangreiches Verteilungs- und Tankstellennetz auf. Die geplante Übernahme des bereits vorhandenen Netzes von ExxonMobil durch den Unternehmer gelang nicht, weil der Konzern seine Engagements in Afrika, insgesamt in 14 Ländern, an Total verkaufte.
In West-Wellega, in der Region Oromia, wird künftig das 230 Millionen Tonnen mächtige Kohlevorkommen durch ein chinesisches Unternehmens-Konsortium mittels eines im Bau befindlichen Kohlekraftwerks genutzt. Die gesicherten Gasreserven betragen 24,92 Milliarden m³ (Januar 2002), von denen sich 12,5 Milliarden m³ allein im Kalub-Feld im Ogaden/Region Somali befinden. Die Nutzung dieser Reserve wird jedoch durch die angespannte Sicherheitslage in der Region vereitelt. Zudem steht geothermische Energie zur Verfügung.

### Gewerbe und Industrie
Äthiopien verfügt hauptsächlich über Leichtindustrie wie Nahrungsmittel-, Getränke-, Textil- und Lederindustrie. Hinzu kommt Chemische Industrie, Metallverarbeitende Industrie und Zementindustrie. Die industrielle Produktion konzentriert sich auf städtische Zentren. Der Industriesektor ist im Zeitraum 2003/2004 um 6,8 Prozent gewachsen und blieb damit hinter dem Wachstum der Gesamtwirtschaft, welches sich insbesondere auf die gute Ernte in der Landwirtschaft stützen konnte, zurück. Das Finanzministerium gibt die Anteile der Teilsektoren mit 4,8 Prozent für Herstellende Betriebe, drei Prozent für das Baugewerbe und 1,9 Prozent für Klein-Handwerksbetriebe an.
Die Privatisierung und Verwaltung der Staatsbetriebe wurden zusammengelegt. Die so neu strukturierte Privatization and Public Enterprises Supervising Agency (PPESA) kann mit der Privatisierung und Managementverträgen in der Textilindustrie und der größten Gerberei des Landes, als auch mit der Expansion der Zuckerindustrie und ihrer möglichen Privatisierung, Erfolge verbuchen.

### Dienstleister
Seit 1999/2000 ist der Anteil aus dem tertiären Sektor am Volkseinkommen der größte. Der Einzelhandel kam dem Finanzministerium zufolge für das Jahr 2002/2003 auf einen Anteil am BIP von 16,2 Prozent, gefolgt von der öffentlichen Verwaltung mit 15,4 Prozent und dem Bankwesen mit einem Beitrag von 7,4 Prozent.

#### Banken, Versicherungen
Es sind sieben Privatbanken zugelassen, die mittlerweile 21,3 Prozent der Einlagen verbuchen, das entspricht 815 Millionen US-Dollar (Juni 2009). Die staatliche Commercial Bank of Ethiopia (CBE) kommt auf 74,2 Prozent oder 2,8 Milliarden US-Dollar. Das Verhältnis hat sich damit zugunsten der Privatbanken verschoben, denn 1999 lautete dieses noch 1:10. Die Privaten sind engagierter in der Kreditvergabe an mittlere Unternehmen und Kooperativen und haben angefangen, gemeinsam mit internationalen Partnern ins Import/Export-Finanzierungsgeschäft einzusteigen. Hinzu kommen noch zwei kleinere staatliche Banken, die Development Bank of Ethiopia und die Construction and Business Bank.
Das Bankensystem bleibt trotz der steigenden Vergabe von Krediten an Regierung und den Privatsektor unterentwickelt. Seit einem Korruptionsskandal vor einigen Jahren, ausgelöst durch eine große Zahl fauler Kredite der CBE, belasten neue Sicherheitsvorkehrungen besonders die kleineren Privatbanken zu Lasten der Verfügbarkeit von Krediten. Mit gerade 784 Filialen (2003/04), das sind 20 mehr als ein Jahr zuvor, ist die Bankendichte sehr niedrig. Statistisch betrachtet kommen danach auf jede Niederlassung 198.000 Äthiopier, was der zweifache Wert im Vergleich mit dem Durchschnitt von Sub-Sahara-Afrika ist. Ausländische Investitionen sind im Banksektor nicht zugelassen.
Es gibt eine staatliche und neun private Versicherungsgesellschaften mit insgesamt 238 Filialen (2003/04), das sind 17 Niederlassungen mehr als ein Jahr zuvor.

#### Tourismus

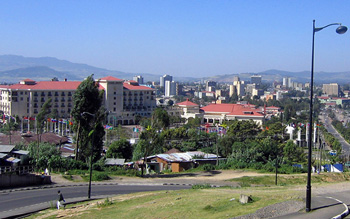
Sheraton-Hotel in Addis Abeba

Die politischen Ereignisse im Umfeld der Wahl vom Mai 2005 und die Strukturschwäche des Landes stellen insbesondere für den Tourismussektor ein Problem dar. Daran konnte auch die internationale Aufmerksamkeit durch die Rückkehr des Aksum-Obelisken aus Rom und ein Großkonzert zu Bob Marleys 60. Geburtstag im selben Jahr nichts ändern. Durch die Konferenzen der in Addis Abeba ansässigen Organisationen der Afrikanischen Union und der Wirtschaftskommission für Afrika sind die großen Hotels der Hauptstadt regelmäßig ausgebucht. Deswegen folgte im Januar 2005 der Entschluss, zwei neue Hotels für insgesamt 17 Millionen US-Dollar durch ein kuwaitisch-französisches Konsortium errichten zu lassen.
Mit über 864.000 Touristen stand Äthiopien 2016 auf Platz 21 der meistbesuchten Länder in Afrika. Die Tourismuseinnahmen beliefen sich im selben Jahr auf 280 Mio. US-Dollar. Das Potenzial für Tourismus gilt als groß. Im Land gibt es insgesamt neun UNESCO-Welterbestätten.

## Kennzahlen

Entwicklung des realen Bruttoinlandsprodukts pro Kopf

Alle Werte sind in US-Dollar (Kaufkraftparität) angegeben.
| Jahr | BNE (Kaufkraftparität) | BNE pro Kopf (Kaufkraftparität) | BIP-Wachstum pro Jahr |
| ---- | ---------------------- | ------------------------------- | --------------------- |
| 1990 | 020,2 Mrd.             | 0.420                           | 02,7 %                |
| 1995 | 023,8 Mrd.             | 0.420                           | 06,1 %                |
| 2000 | 032,4 Mrd.             | 0.490                           | 06,1 %                |
| 2005 | 049,9 Mrd.             | 0.650                           | 11,8 %                |
| 2010 | 089,8 Mrd.             | 1.050                           | 12,6 %                |
| 2011 | 102,1 Mrd.             | 1.160                           | 11,2 %                |
| 2012 | 112,3 Mrd.             | 1.250                           | 08,6 %                |
| 2013 | 122,2 Mrd.             | 1.370                           | 10,6 %                |
| 2014 | 148,1 Mrd.             | 1.500                           | 10,3 %                |
| 2015 | 166,4 Mrd.             | 1.650                           | 10,4 %                |
| 2016 | 194,0 Mrd.             | 1.870                           | 9,4 %                 |
| 2017 | 213,8 Mrd.             | 2.010                           | 9,6 %                 |
| 2018 | 234,2 Mrd.             | 2.140                           | 6,8 %                 |
| 2019 | 257,9 Mrd.             | 2.300                           | 8,4 %                 |
| 2020 | 276,9 Mrd.             | 2.410                           | 6,1 %                 |
| 2021 | 304,9 Mrd.             | 2.590                           | 5,6 %                 |

## Mitgliedschaft
Äthiopien ist Mitglied folgender wirtschaftsrelevanter Organisationen:
Regional
- Afrikanische Entwicklungsbank (AfDB)
- Afrikanische Union (AU)
- Wirtschaftskommission für Afrika der Vereinten Nationen (UNECA)
- Intergovernmental Authority on Development

Handel
- Gemeinsamer Markt für das Östliche und Südliche Afrika (COMESA)
- Welthandelsorganisation (als Beobachter, derzeit (2005) keine Verhandlungen)
- AKP-Gruppe

Bretton-Woods-Institutionen
- Internationaler Währungsfonds (IWF)
- Weltbank